# جيمس برينسب
جيمس برينسب، زميل في الجمعية الملكية، (20 أغسطس 1799 - 22 أبريل 1840) هو باحث إنجليزي ومستشرق وعالم متخصص بالأثريات. هو المحرر المؤسس لمجلة الجمعية الآسيوية في البنغال اشتهر بفك رموز النصوص الخاروستية والبراهمية في الهند القديمة. درس العديد من جوانب علم العملات ووثقها ووضحها، بالإضافة إلى علم المعادن والأرصاد الجوية، فضلًا عن متابعة حياته المهنية في الهند حيث عمل في دار سك في فاراناسي.

## نشأته
جيمس برينسب هو الابن السابع والطفل العاشر لجون برينسب (1746-1830) وزوجته صوفيا إليزابيث أوريول (1760-1850). ذهب جون برينسب إلى الهند في عام 1771 وبحوزته القليل من المال وأصبح مزارعًا ناجحًا. عاد إلى إنجلترا في عام 1787 بثروة قدرها 40 ألف جنيه إسترليني وأثبت جدارته في العمل بالتجارة في الهند الشرقية. انتقل إلى كليفتون في عام 1809 بعد تكبده خسائر في عمله. ساعدته علاقاته في العثور على عمل لجميع أبنائه وارتقى العديد من أفراد عائلة برينسب إلى مناصب عليا في الهند. أصبح جون برينسب فيما بعد عضوًا في البرلمان. التحق جيمس في البداية بمدرسة في كليفتون بإدارة السيد بولوك بينما تعلم المزيد في المنزل من أشقائه الأكبر سنًا. أظهر موهبة في الرسم التفصيلي والابتكار الميكانيكي وهذا ما شجعه على دراسة الهندسة المعمارية بإشراف المعلم الموهوب غريب الأطوار أغسطس بوجين. مع ذلك، أصبح بصره ضعيفًا بسبب العدوى ولم يتمكن من اتخاذ الهندسة المعمارية مهنة له. علم والده بافتتاح قسم اختبار في دار للسك في الهند، فأرسله لدراسة الكيمياء في مستشفى غاي وأصبخ بعد ذلك متدربًا لدى روبرت بينجلي، المسؤول عن الفحوصات في دار سك العملة الملكية في لندن (1818-19).

## مسيرته المهنية في الهند
عثر برينسب على وظيفة فاحص في دار كلكتا للسك، إذ وصل إلى كلكتا مع شقيقه هنري ثوبي في 15 سبتمبر 1819. في غضون عام في كلكتا، أرسله رئيسه، المستشرق البارز هوراس هايمان ويلسون، للعمل رئيسًا لقسم الفحص في دار سك العملة بفارانسي. مكث في فارانسي حتى إغلاق دار السك في عام 1830. ثم عاد إلى كلكتا نائبًا لرئيس قسم الفحص، وعندما استقال ويلسون في عام 1832، أصبح رئيس القسم (حل محل مرشح ويلسون لهذا المنصب، جيمس أتكينسون) وبدأ سك العملات الفضية الجديدة التي صممها الرائد دبليو إن فوربس بالأسلوب اليوناني.
قاده عمله رئيسًا لقسم الفحص إلى إجراء العديد من الدراسات العلمية. عمل على وسائل لقياس درجات الحرارة المرتفعة في الأفران بدقة. أدى نشر أسلوبه في المعاملات الفلسفية للجمعية الملكية في لندن في عام 1828 إلى انتخابه زميلًا في الجمعية الملكية. اقترح إمكانية القياس البصري البيرومتري باستخدام سلسلة معايرة من ألواح الميكا وكذلك باستخدام التمدد الحراري للبلاتين، ولكنه رأى أن النهج العملي يتمثل باستخدام تركيبات معايرة من سبائك البلاتين والذهب والفضة الموضوعة في قالب أو بوتقة ومراقبة ذوبانها. وصف مقياس بيرومتري يقيس توسع كمية صغيرة من الهواء محفوظة داخل لمبة ذهبية. في عام 1833، دعا إلى إجراء إصلاحات على الأوزان والمقاييس الهندية ودعا إلى عملة موحدة على أساس الروبية الفضية الجديدة لشركة الهند الشرقية. ابتكر كذلك ميزانًا حساسًا للغاية لقياس ثلاثة آلاف جزء من الحبة (≈0.19 ملغ).

### هندسة العمارة
واصل جيمس برينسب الاهتمام بالهندسة المعمارية في فارانسي. بعد أن استعاد بصره، درس هندسة المعابد ورسمها، وصمم مبنى السك الجديد في فارانسي بالإضافة إلى الكنيسة. في عام 1822، أجرى مسحًا لفارانسي وأنتج خريطة دقيقة بمقياس 8 بوصات إلى ميل. جرى تصوير هذه الخريطة في إنجلترا. رسم لوحات من الألوان المائية للآثار والاحتفالات في فارانسي والتي أُرسلت إلى لندن في عام 1829 ونُشرت بين عامي 1830 و 1834 باسم بيناريس مُصوّرة، في سلسلة من الرسومات. ساعد في تصميم نفق مقوس لتصريف البحيرات الراكدة وتحسين الصرف الصحي في المناطق المكتظة بالسكان في فارانسي وبناء جسر حجري فوق نهر كارامانسا. ساعد في استعادة مآذن أورنغزيب التي كانت في حالة انهيار. عندما انتقل إلى كلكتا، عرض المساعدة في إكمال قناة خطط لها شقيقه توماس ولكنها لم تكتمل بسبب وفاة الأخير في عام 1830. كان من المقرر أن تربط قناة توماس نهر هوغلي بفروع نهر الغانج إلى الشرق.

### الجمعية الآسيوية للبنغال
في عام 1829، بدأ الكابتن جيمس هربرت سلسلة بعنوان مقتطفات في العلم. مع ذلك، عيّن ملك دولة أودة الكابتن هربرت عالم فلك في عام 1830، تاركًا تحرير المجلة على عاتق جيمس برينسب، الذي كان المساهم الرئيسي فيها. في عام 1832، خلَف برينسب ويلسون سكرايرًا للجمعية الآسيوية في البنغال واقترح أن تتولى الجمعية رئاسة مجلة مقتطفات في العلم وإنتاج مجلة الجمعية الآسيوية. أصبح برينسب المحرر المؤسس لهذه المجلة وساهم بمقالات عن الكيمياء وعلم المعادن وعلم العملات ودراسة الآثار الهندية. كان مهتمًا جدًا بالأرصاد الجوية وجدولة الملاحظات وتحليل بيانات الطقس من جميع أنحاء البلاد. عمل على معايرة الأدوات لقياس الرطوبة والضغط الجوي. استمر في تحرير المجلة حتى مرضه في عام 1838، الذي دفعه إلى مغادرة الهند وأدى بعد ذلك إلى وفاته. رسم العديد من اللوحات في المجلة.

### عالم عملات
كانت العملات المعدنية أولى اهتمامات برينسب. فسر العملات المعدنية من باختر وكوشان بالإضافة إلى العملات الهندية، بما في ذلك العملات المعدنية «ذات العلامات» من سلسلة غوبتا. أشار برينسب إلى أن هناك ثلاث مراحل؛ عملات اللكمة الملحوظة وضربة الموت والعملات المصكوكة. أبلغ برينسيب أيضًا عن العملة المعدنية الأصلية التي تحمل علامة لكمة، مشيرًا إلى أنها معروفة على نحو أفضل في شرق الهند.

### عالم فقه النص البراهمي
نتيجة لعمل برينسب محررًا لمجلة الجمعية الآسيوية، أُرسلت العملات المعدنية ونُسخ النقوش إليه من جميع أنحاء الهند، ليعمل على فك شفرتها وترجمتها ونشرها.
أصبح فك الرموز البراهمية محور اهتمام العلماء الأوروبيين في أوائل القرن التاسع عشر خلال حكم شركة الهند الشرقية في الهند. فك برينسب رموز النصوص البراهمية، وكان آنذاك سكرتيرًا للجمعية، في سلسلة من المقالات العلمية المنشورة في مجلة الجمعية بين عامي 1836 و 1838. بنى تفسيراته على الأعمال الكتابية لكريستيان لاسين وإدوين نوريس وويلسون وألكسندر كننغهام، وغيرهم.